# Belciuneasa
Belciuneasa – wieś w Rumunii, w okręgu Bacău, w gminie Stănișești. W 2011 roku liczyła 151 mieszkańców.